# Gary White
Gary John White, né le 25 juillet 1974, est un entraîneur anglais de football. 
Il a été le sélectionneur de Guam de février 2012 à juin 2016. À ce poste, il a fait remonter la sélection de la 195e place au classement FIFA à la 146e place en août 2015.